# Nagari Ganggo Mudiak
Nagari Ganggo Mudiak is een bestuurslaag in het regentschap Pasaman van de provincie West-Sumatra, Indonesië. Nagari Ganggo Mudiak telt 4260 inwoners (volkstelling 2010).